# Jean Ferrier Ier
Pour les articles homonymes, voir Jean Ferrier II et Ferrier (homonymie).
« Juan Ferrer » redirige ici. Pour le judoka cubain, voir Juan Ferrer (judo).
Jean Ferrier Ier (Catalogne, ? - Marseille, † le 1er janvier 1521) fut évêque de Melfi et archevêque d’Arles (1499-1521).

## Biographie
Originaire de Tarragone en Catalogne, Jean Ferrier appartient à la famille du prédicateur saint Vincent Ferrier. Il est lié aux Borgia.
Il est successivement camérier du pape Alexandre VI puis évêque de Melfi (royaume de Naples). Il obtient le siège d'Arles grâce à la protection du roi Louis XII pour son intervention dans le conflit concernant Naples qui avait opposé ce dernier à Ferdinand d'Aragon.
En 1514, au concile de Latran V, avec d'autres prélats de l'Église gallicane dont François de Rohan, évêque d'Angers et archevêque de Lyon, il se réconcilie avec le pape Léon X et demande l'absolution des censures. En 1516, il fait ériger les oratoires du Chemin des Rois à la Sainte-Baume lors de la visite du roi François Ier.
Dans son diocèse, il embellit le palais archiépiscopal et la cathédrale Saint-Trophime, ainsi que le château de Salon-de-Provence. Homme pieux, il fait publier le bréviaire d’Arles en 1501 et favorise l’installation dans la cité d’un couvent de frères mineurs et en 1520, celle d’une compagnie de pénitents noirs. À partir de 1517, il est secondé par son neveu Jean Ferrier II nommé coadjuteur par la volonté du roi François Ier.
Jean Ferrier meurt à Marseille le 1er janvier 1521 ou d'après l'abbé Paulet le 17 ; son corps est transporté à Arles deux jours plus tard pour être inhumé à Saint-Trophime dans la chapelle, alors inachevée, Saint-Jean Baptiste dont il avait ordonné la construction et connue de nos jours comme la chapelle des Ferrier. Son neveu, Jean Ferrier II, qui le remplace comme archevêque d'Arles, lui fait élever un superbe mausolée avec une inscription commençant par ses mots :
« Deo opt. max. Johanni Ferrero decret. ... ».

## Sources
- Jean-Pierre Papon, Jules Frédéric Paul Fauris de Saint-Vincens - Histoire générale de Provence
- Jean-Maurice Rouquette (sous la direction de) - ARLES, histoire, territoires et cultures - Imprimerie nationale Éditions, 2008

### Articles liés
- Histoire d'Arles sous l'Ancien Régime
- Archevêché d'Arles
- Liste des archevêques d'Arles